# قسم رودهن (مقاطعة دماوند)
قسم رودهن (بالفارسية: بخش رودهن شهرستان دماوند) هي بلدة تقع في إيران في طهران. يقدر عدد سكانها بـ 70,608 نسمة .